# 齋藤朔郎
齋藤 朔郎（さいとう きたろう、1900年〈明治33年〉1月31日 - 1964年〈昭和39年〉8月9日）は、日本の裁判官、弁護士。最高裁判所判事。大阪府出身。

## 経歴
1923年（大正12年）12月東京帝国大学法学部在学中に高等文官試験行政科・司法科の双方に合格し、翌1924年（大正13年）に東京帝国大学を卒業。
戦前、大阪地方裁判所民事部に勤務した後に、司法省民事局に出向して会社更生法の基礎を作成。1941年（昭和16年）8月に司法大臣官房人事課長となり、1945年（昭和20年）5月に満州国にて最高法院次長、司法部次長を務めた。敗戦によりシベリア抑留となる。
帰国後は一旦は弁護士になるが、1949年（昭和24年）4月に再び裁判官となり、東京高裁刑事部に勤務した。違法収集証拠排除法則を示し、適正手続きを重視する姿勢を貫き、「斎藤さんのところは、よく無罪判決が出る」と噂された。
大阪高等裁判所部総括を経て、1956年（昭和31年）12月、参議院法制局長に就任。
1962年（昭和37年）5月29日に最高裁判事に任命（第一小法廷に所属）。松川事件第二次上告審では無罪判決支持に立ち、有罪説の下飯坂潤夫と激しく論争した。
在任中の1964年（昭和39年）8月9日に東京国立第一病院で胃穿孔正腹膜炎で64歳で死去。

## 著作

### 著書
- 『事実認定論』有斐閣、1954年5月。 NCID BN07230569。全国書誌番号:54006039。
  - 『事実認定論』（オンデマンド版）有斐閣、2001年11月。 NCID BA69816664。
- 『会議の秩序維持について』全国都道府県議会議長会事務局〈議会職員執務資料シリーズ No.44〉、1960年12月。全国書誌番号:21388071。
- 『刑事訴訟論集』有斐閣、1965年7月。 NCID BN06956751。全国書誌番号:65010899。
- 『裁判官随想』有斐閣、1966年7月。 NCID BN06272712。全国書誌番号:66006266。

### 論文
- 「刑事訴訟の控訴審の性格について」『法曹時報』第3巻第4号、法曹会、1951年4月、47-59頁、NAID 40003496127。
- 「裁判所侮辱制裁法案の公聴会の公述意見について」『法曹時報』第3巻第8号、法曹会、1951年8月、50-57頁、NAID 40003495982。
- 「公訴事実の同一性について」『法曹時報』第4巻第9号、法曹会、1952年9月、26-47頁、NAID 40003496099。
- 「非常上告に関する判例は逆行すべきか」『ジュリスト』第35号、有斐閣、1953年6月、26-30頁、NAID 40001762420。
- 「法服論議」『ジュリスト』第42号、有斐閣、1953年9月、24-26頁、NAID 40001762477。
- 「裁判と裁判官の中立性」『法律時報』第26巻第2号、日本評論社、1954年2月、124-132頁、NAID 40003513935。
- 「不利益変更禁止の存廃について」『ジュリスト』第55号、有斐閣、1954年4月、2-5頁、NAID 40001762451。
- 「証拠収集手続の違法と証拠能力の関係」『法曹時報』第6巻第9号、法曹会、1954年9月、1076-1104頁、NAID 40003496049。
- 「裁判官の良心」『ジュリスト』第68号、有斐閣、1954年10月、14-18頁、NAID 40001761830。
- 「対質と「面通し」」『判例時報』第44号、判例時報社、1955年2月、1125-1126頁、NAID 40003195608。
- 「民刑訴訟における証拠調の限度」『法曹時報』第7巻第4号、法曹会、1955年4月、413-437頁、NAID 40003493440。
- 「悪法再論議」『ジュリスト』第85号、有斐閣、1955年7月、NAID 40001745664。
- 「自由心証の運用について」『法曹時報』第7巻第8号、法曹会、1955年8月、909-932頁、NAID 40003493449。
- 「法と国家権力」『法哲学年報』第1955号、日本法哲学会、1956年2月、1-22頁、NAID 130003426852。
- 「裁判の抱束力」『ジュリスト』第99号、有斐閣、1956年2月、NAID 40001745769。
- 「蓋然性の濫用」『法曹時報』第8巻第6号、法曹会、1956年6月、764-786頁、NAID 40003493481。
- 「東独の刑事訴訟法」『ジュリスト』第114号、有斐閣、1956年9月、NAID 40001745952。
- 「事案の真相の究明」『法曹時報』第10巻第2号、法曹会、1958年2月、145-171頁、NAID 40003493547。
- 「法原則の作用について」『ジュリスト』第217号、有斐閣、1961年1月、NAID 40001747040。